# Château de Bogolioubovo
Le château de Bogolioubovo ou Palais d'Andreï Bogolioubovo (en russe : Палаты Андрея Боголюбского), appelé aussi « château de pierre », ou « château d'André Ier Bogoliobski » est une résidence de campagne construit aux environs de 1158, à Bogolioubovo, près de la ville de Vladimir, par André Ier Bogolioubski (deuxième fils du prince de Rostov et Souzdal : Iouri Vladimirovitch Dolgorouki), prince de la principauté de Vladimir-Souzdal. Il est situé dans l'Anneau d'or de Russie.

## Histoire
Le château est repris dans la liste des édifices de l'époque pré-mongole de la Rus'.
Le prince André est sauvagement assassiné dans son château, le 28 juin 1174 et son corps jeté du haut de la tour. Probablement pour conjurer le sort, un monastère est fondé à Bogolioubovo.
Jusqu'en 1950, on considère que toute trace du château a disparu, jusqu'à ce que l'archéologue Nikolaï Voronine découvre, en 1954, un accès vers l'ancien chœur et la cage d'escalier de la tour du château.
Le château et l'église de la Nativité sont inscrits par l'UNESCO dans la liste du patrimoine mondial de l'humanité avec sept autres des Monuments de Vladimir et de Souzdal.

## Description

### Le château

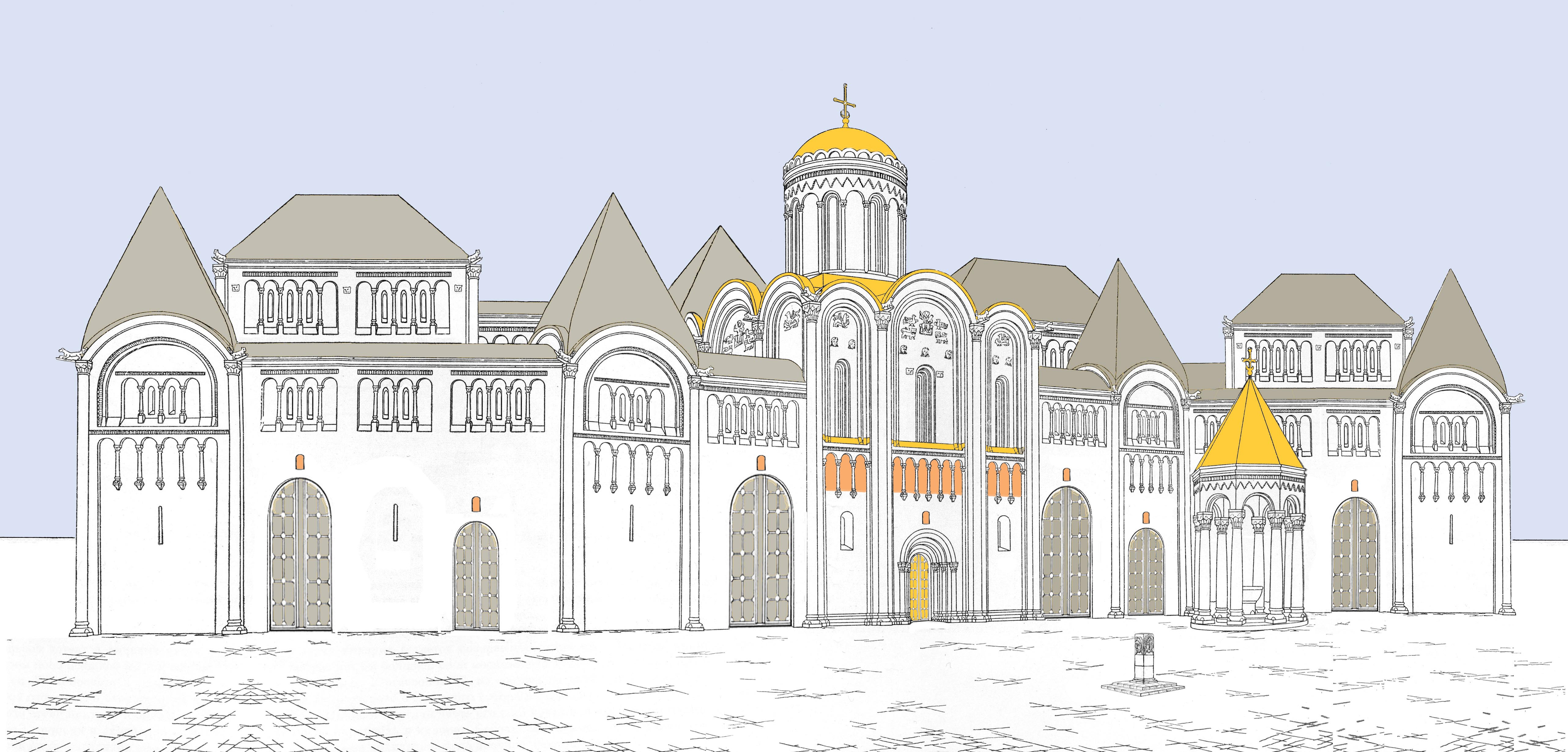
Reconstitution du château d'André Bogolioubski par Sergueï Zagraïevski, peintre et historien. Les arcs de l'église actuelle, sous la tour pyramidale ajoutée, apparaissent clairement.

Le château de Bogolioubovo se trouve à l'intérieur de l'enceinte du monastère de Bogolioubovo, situé à un kilomètre de l'église de l'Intercession-de-la-Vierge sur la Nerl.
Il ne subsiste du château que des fondations inférieures des façades, une partie basse de la cage d'escalier de la tour et la structure de l'église de la Nativité-de-Notre-Dame. La tour, à toit de forme pyramidale, ajoutée tardivement, au XVIIIe siècle, modifie la perspective d'ensemble de l'édifice et la répartition des volumes.
L'ensemble de la résidence du prince comprend une église en pierre avec un étage ; le château est entouré d'une enceinte en pierre également. « Nous ne connaissons pas de complexe en pierre blanche de cette importance dans la Rus' pré-mongole », constate l'historien Sergueï Zagraevski. Une tour d'escalier fait communiquer le terem princier avec l'église palatine de la Nativité.
C'est le seul monument d'architecture civile qui soit conservé de cette époque.

### L'église de la Nativité de Notre-Dame

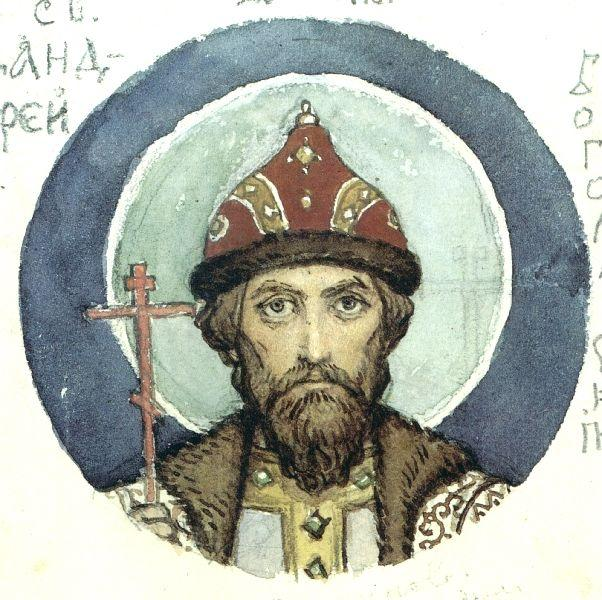
Le prince André Bogolioubovski, par Viktor Kouznetsov.

Une église orthodoxe est également érigée, dès l'origine, intégrée au château, en l'honneur de la Naissance de Notre-Dame. Plus tard, le choix de l'emplacement est expliqué par le vœu de Notre-Dame, exprimé soit par l'icône de Notre-Dame de Vladimir, soit par Notre-Dame au prince André Bogolioubski lui-même. Cette église se trouve à côté des murs subsistants du château et de l'arc qui permet le passage de l'un à l'autre.
Au XVIIIe siècle, un bâtiment destiné aux cloches est construit sur ces fondations anciennes. Mais, de l'église de la Nativité-de-Notre-Dame, qui s'est écroulée en 1722, il ne reste que le socle de fondation et les parties basses des façades. L'édifice actuel date de 1751. L'ensemble est classé dans la liste du patrimoine mondial de l'humanité.
La partie cubique de l'église de la Nativité correspond, par son volume, aux églises pré-mongoles situées à Vladimir (cathédrale Saint-Dimitri ou église Saints-Boris-et-Gleb) et, par sa petite tourelle octogonale (tambour) posée sur son toit peu pentu.
La façade est profondément remaniée, bien qu'il reste des arcades que l'on retrouve dans la reconstitution récente. La partie de l'église surmontée d'un clocher en forme de pyramide est un ajout au XVIIIe siècle et modifie profondément la perspective du bâtiment qu'elle divise en deux volumes fort différents ; ce n'était pas le cas de l'église primitive du début du XIIe siècle.
L'existence de deux formes de toits aussi différentes sur les églises russes s'explique, selon Louis Réau, par le fait qu'après l'invasion mongole l'architecture en bois a servi de base aux plans des toits alors que, précédemment, c'était l'architecture byzantine à toit plat et bulbes qui inspirait les bâtisseurs. Louis Réau ajoute que le plan en pyramide se prête mieux au climat de la Russie pour ne pas devoir supporter le poids de la neige comme un toit plat. Cette silhouette pyramidale est visible de plus loin que les toits plats, dans l'immense plaine russe. L'église de la Nativité-de-la-Vierge-Marie réunit ces deux types de toitures.

### Le monastère

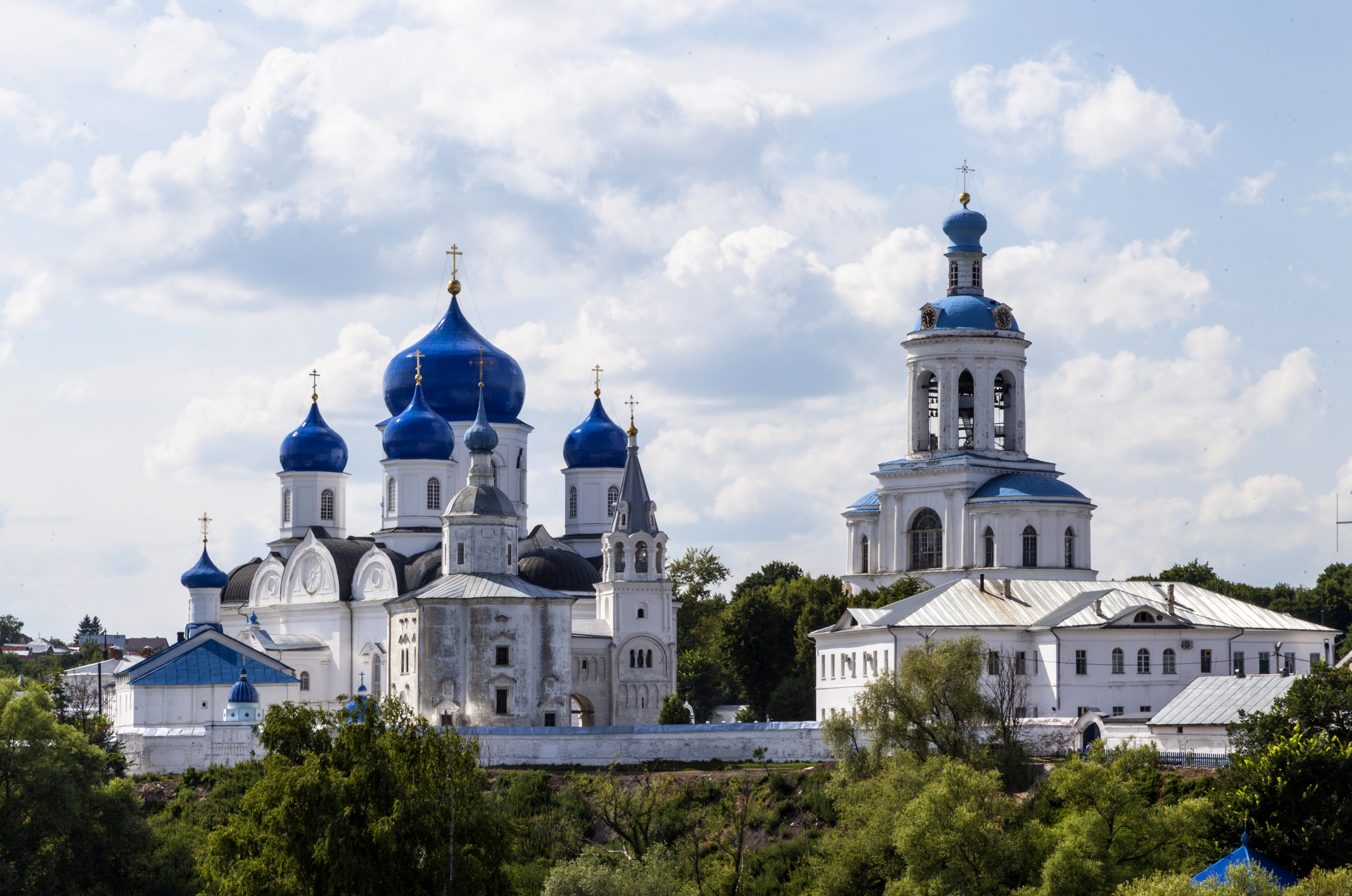
Le monastère de Bogolioubovo dans l'enceinte de laquelle se trouvent les restes du château de Bogoliobovo et l'église de la Nativité (à l'avant-plan).

L'archéologue Nikolaï Voronine émet l'hypothèse que le monastère à proximité du château est construit au début du XIIIe siècle par les successeurs d'André.
Cependant les témoignages anciens sur l'histoire du monastère sont rares et la datation est plus tardive.
Le monastère n'est pas renseigné dans les inventaires officiels anciens de ces édifices.
Après plusieurs changements d'affectation il est devenu un couvent de femmes. Son porche d'entrée est impressionnant de même que la dimension de l'église à cinq coupoles bleues située à côté des restes du château et de l'église de la Nativité.

## Galerie de photos

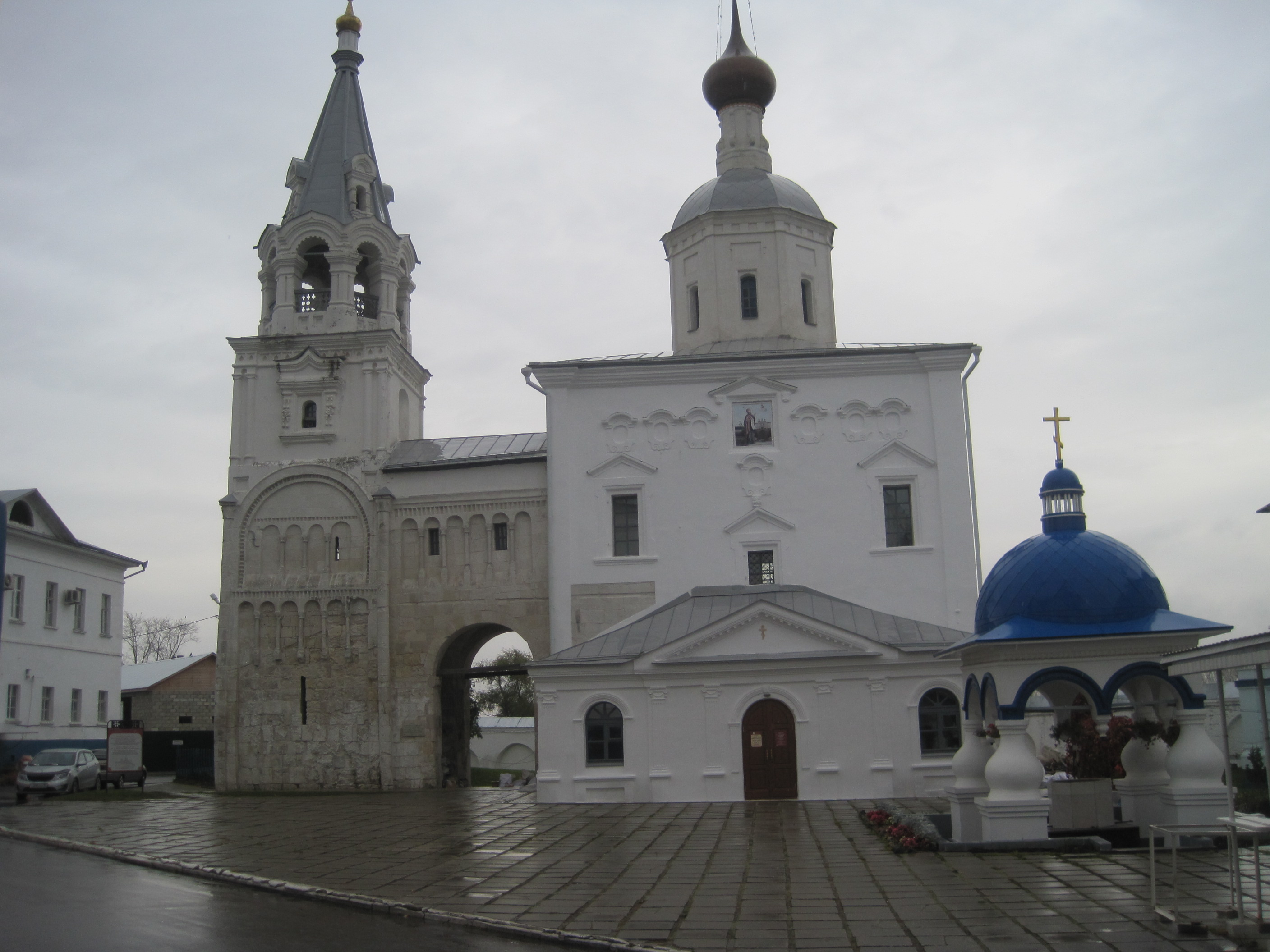
Le château et l'église de la Nativité-de-Notre-Dame (1751), contiguë.
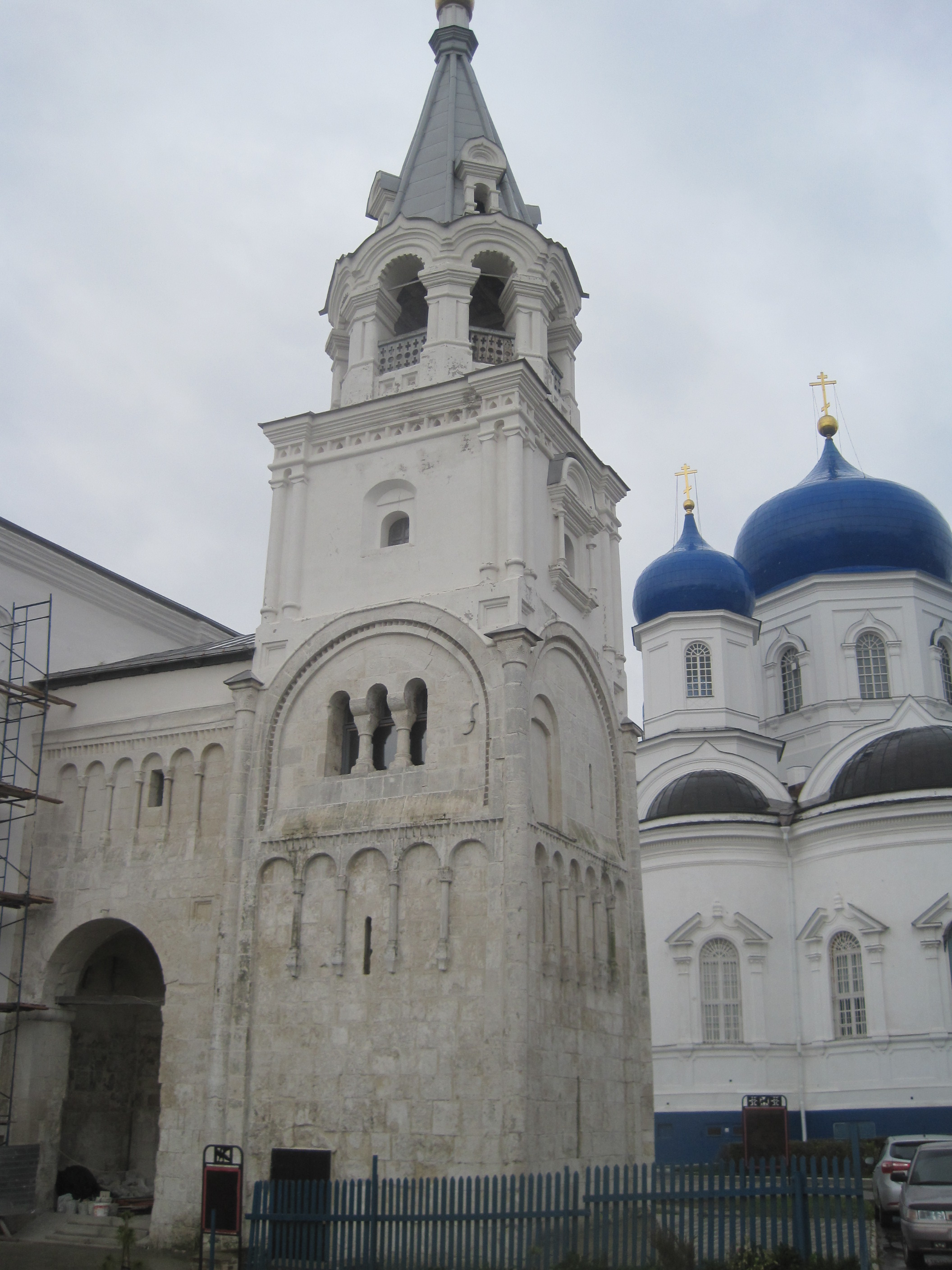
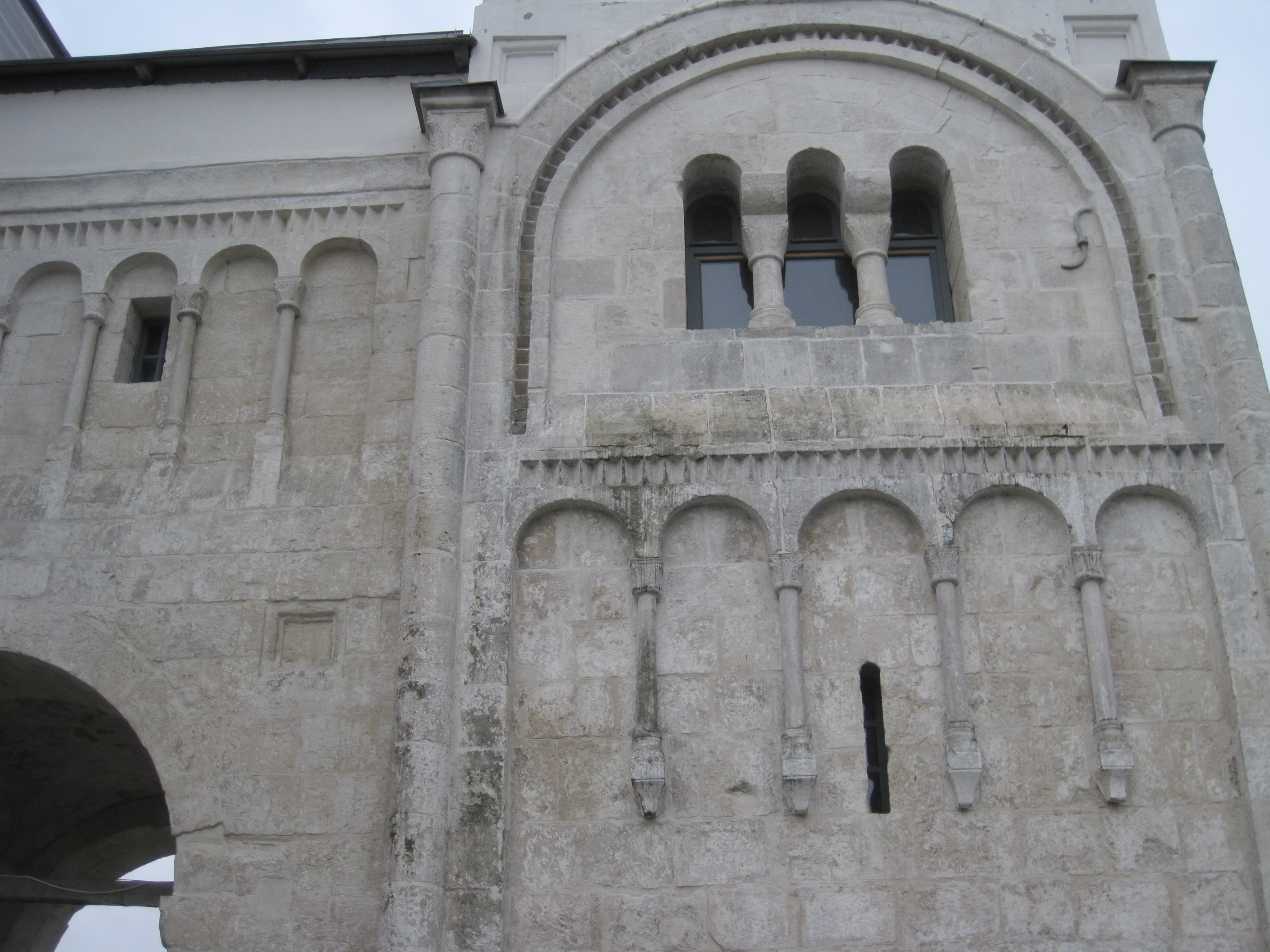
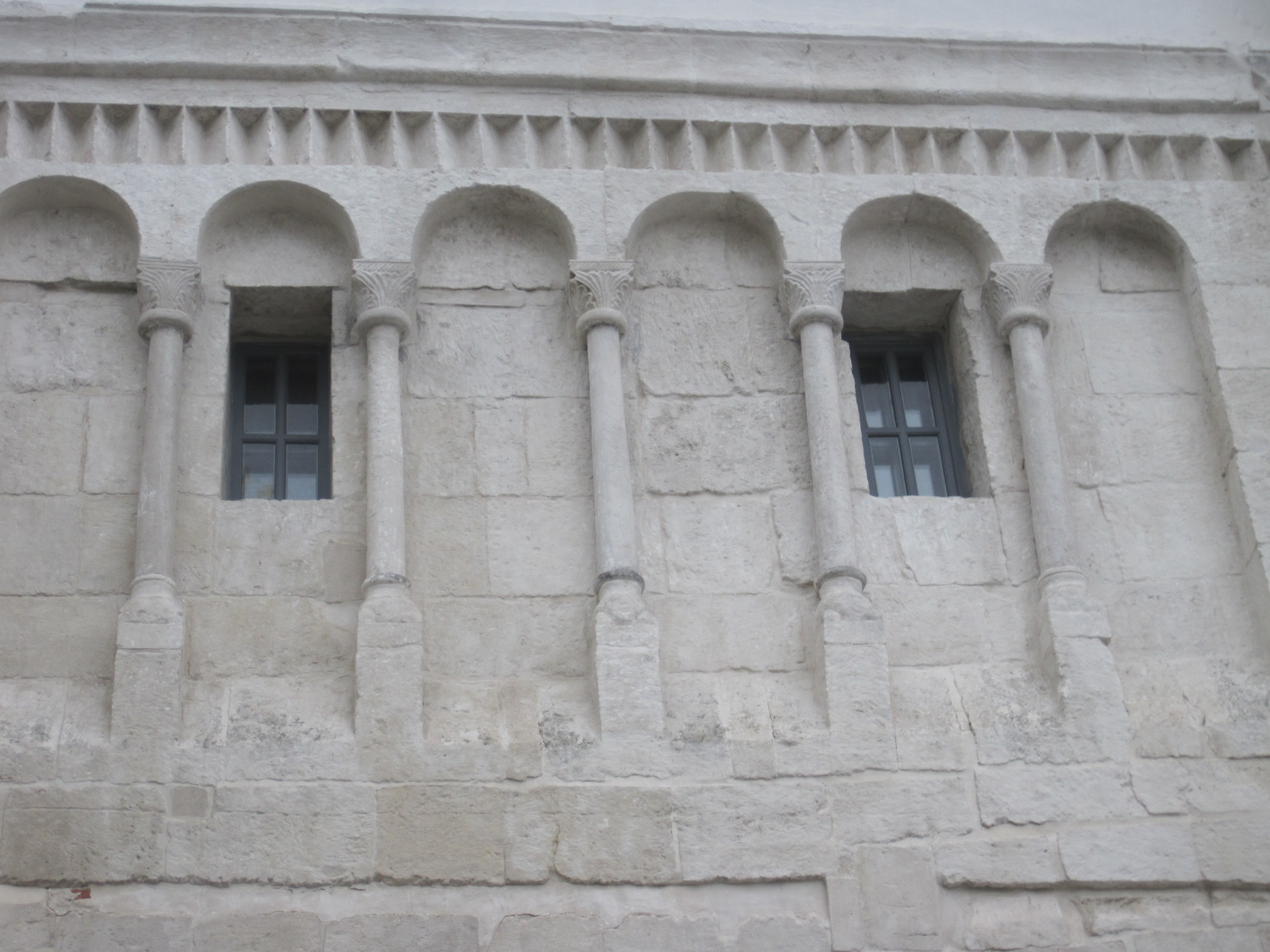
Arcatures et frise décorative de la tour.
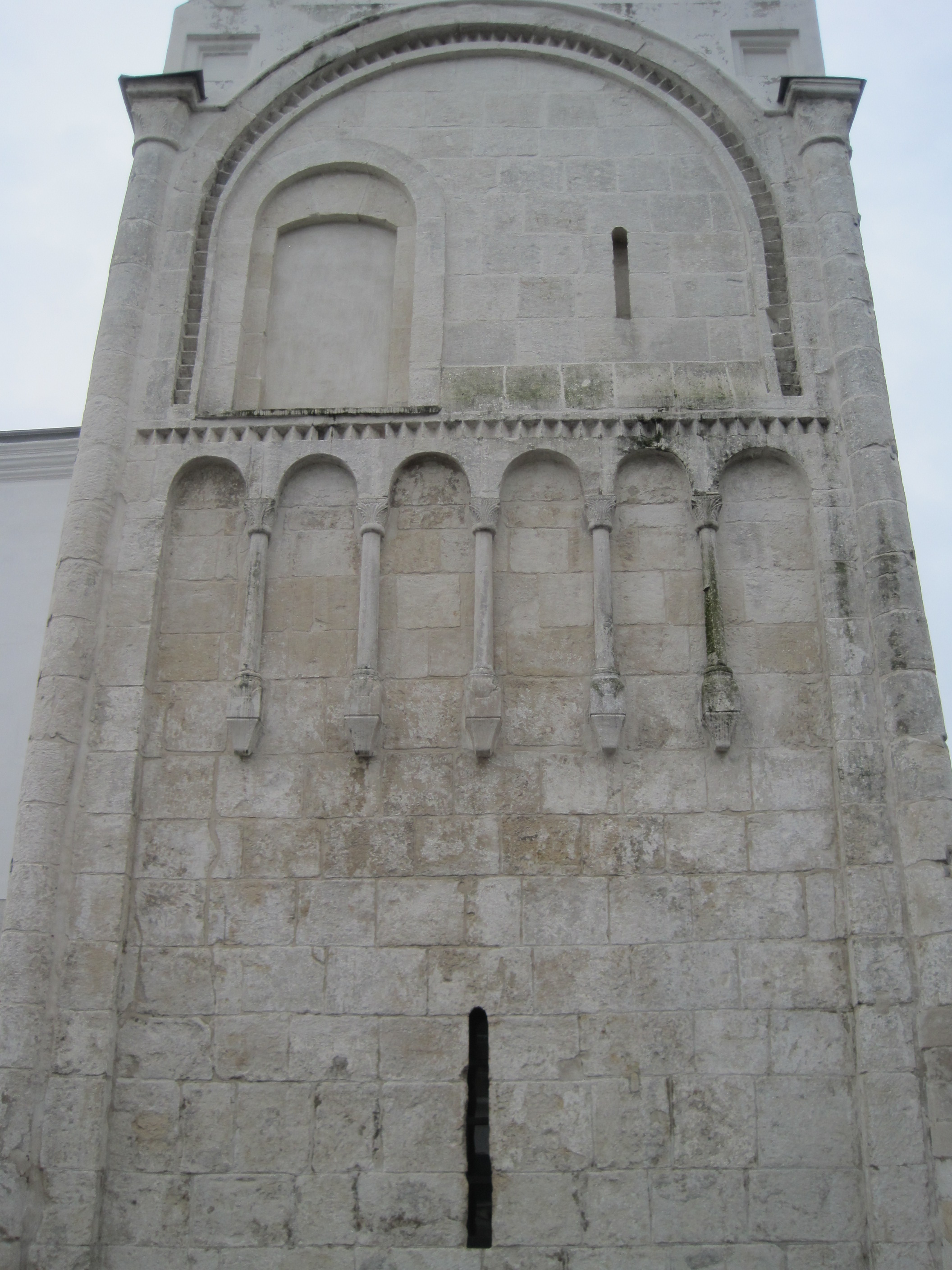
Façade du clocher.
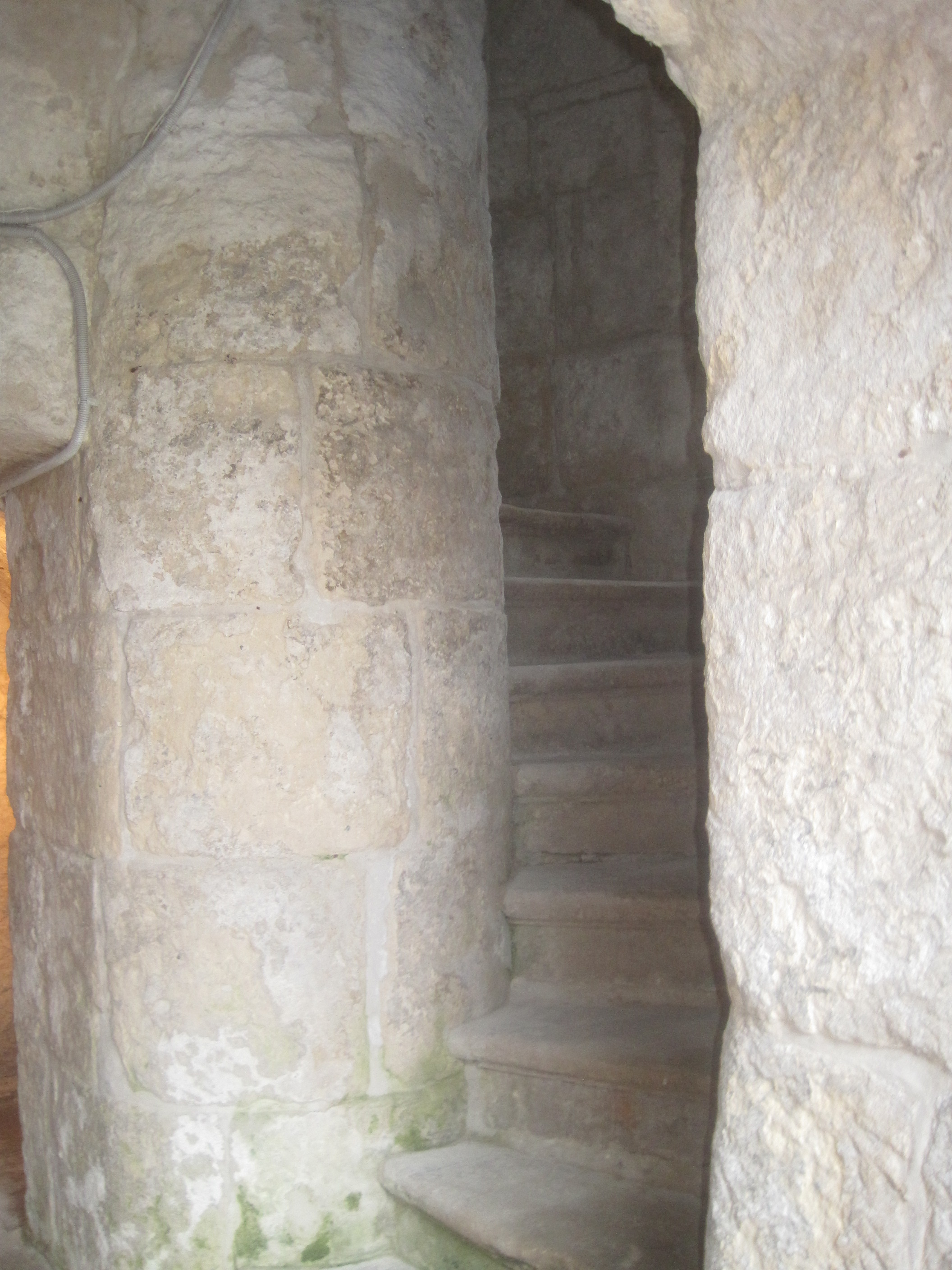
Pied de l'escalier où le corps du prince André, assassiné, est découvert.